# Нейтън Филиън
Нейтън Филиън (на английски: Nathan Fillion) (роден на 27 март 1971 г.) е канадски актьор.

## Ранен живот и кариера
Неговата мечта е била да стане учител по актьорско майсторство. В колежа завършва изкуство, като специализира драматичен театър, като междувременно гради кариера в киното и телевизията.
Първоначално е гласен за ролята на Ейнджъл в сериала „Бъфи, убийцата на вампири“, но така и не се среща с Джос Уидън, чак до кандидатстването му за ролята на Мал в „Светулка“. От 2009 до 2016 г. участва в сериала „Касъл“ по ABC, където играе писател на криминални романи, който помага на полицията в разследването на някои мистериозни убийства.

## Личен живот
Родителите му са Куки и Боб Филиън, пенсионирани учители по английски език. Има по-голям брат на име Джеф.

## Частична филмография
- „Шеметен град“ (1996, 1 епизод) – Момче (не е кредитиран)
- „Бъфи, убийцата на вампири“ (1997, 5 епизода) – Кейлъб
- „Две момчета и едно момиче“ (1998 – 2001, 60 епизода) – Джони Донъли
- „Спасяването на редник Райън“ (1998) – Джеймс Фредерик „Минесота“ Райън
- „Взрив от миналото“ (1999) – Клиф
- „Светулка“ (2002 – 2003, 14 епизода) – Капитан Малкълм „Мал“ Рейнолдс
- „Сватовницата“ (2003, 6 епизода) – Адам Лоугън
- „Серенити“ (2005) – Капитан Малкълм „Мал“ Рейнолдс
- „Лигата на справедливостта без граници“ (2005 – 2006, 2 епизода) – Закрилника (глас)
- „Хлъзгаво“ (2006) – Бил Парди
- „Сервитьорка“ (2007) – Доктор Джим Помътър
- „Изгубени“ (2007, 1 епизод) – Кевин Колис
- „Карай“ (2007, 6 епизода) – Алекс Тули
- „Отчаяни съпруги“ (2007 – 2008, 11 епизода) – Доктор Адам Мейфеър
- „Музикалният блог на доктор Ужасен“ (2008) – Капитан Чук
- „Жената-чудо“ (2009) – Стийв Тревър (глас)
- „Касъл“ (2009 – 2016) – Ричард Касъл
- „Зеления фенер: Изумрудени рицари“ (2011) – Хал Джордан (глас)
- „Лигата на справедливостта: Гибел“ (2012) – Хал Джордан (глас)
- „Американски татко!“ (2012, 2 епизода) – Джоел Ларсън, Джо Кидни, Американски бизнесмен, Клаус (глас)
- „Университет за таласъми“ (2013) – Джони Уъртингтън (глас)
- „Лигата на справедливостта: Времевият парадокс“ (2013) – Хал Джордан (глас)
- „Пърси Джаксън: Морето на чудовищата“ (2013) – Хермес
- „Пазители на Галактиката“ (2014) – Чудовищен затворник
- „Лигата на справедливостта: Тронът на Атлантида“ (2014) – Хал Джордан (глас)
- „Колеж Грийндейл“ (2014 – 2015, 2 епизода) – Боб Уейт
- „Тайните на Гравити Фолс“ (2014 – 2015, 3 епизода) – Престън Нортуест (глас)
- „Теория за Големия взрив“ (2015) – Себе си
- „Модерно семейство“ (2016, 2 епизода) – Рейнър Шайн
- „Бруклин 9–9“ (2017) – Марк Деверо
- „Колите 3“ (2017) – Стърлинг
- „Американска съпруга“ (2018) – Себе си
- „Смъртта на Супермен – Хал Джордан (глас)
- „Новобранецът“ (2018 – понастоящем) – Джон Нолан
- „Господството на Супермените – Хал Джордан (глас)
- „Местен извънземен“ (2021) – Номер 42 (глас)
- „Отрядът самоубийци“ (2021) – Кори Пицнър / Ти Ди Кей